# Roberto de' Nobili
Roberto de' Nobili (Montepulciano, 5 de septiembre de 1541 - Roma, 18 de enero de 1559) fue un eclesiástico italiano.
Hijo de Vincenzo de' Nobili, gobernador de Ancona, y de Maddalena dei conti di Montauto, su dedicación a la carrera eclesiástica estuvo condicionada por el hecho de ser sobrino-nieto del cardenal Giovanni Maria Ciocchi del Monte, que tras ser elegido papa en 1550 con el nombre de Julio III le llevó consigo a la corte de Roma. 
Fue creado cardenal diácono de Santa Maria in Domnica con solo doce años en el consistorio celebrado el 22 de diciembre de 1553, participando en tal condición en los cónclaves de abril y mayo en que fueron elegidos papas respectivamente Marcelo II y Paulo IV y desempeñando durante un corto periodo el cargo de director de la Biblioteca Vaticana.
Muerto en Roma a los 17 años de edad tras varios meses de enfermedad, fue sepultado en la capilla Del Monte de la iglesia de San Pietro in Montorio; sus entrañas fueron colocadas en la capilla de San Francisco de la iglesia de San Bernardo alla Terme. 